# 長沼政義
長沼 政義（ながぬま まさよし）は戦国時代の武将。下野国の名族長沼氏の分家。会津田島城(鴫山城)主、下野要害山城主。
故地下野国への進出を果たし、北関東の覇者宇都宮成綱の猛攻を退けるなど奥州長沼氏の最盛期を築いた。

## 略歴
政義が当主の頃の奥州長沼氏は、長禄の変以降、蘆名氏に半従属する形となっていた。
明応4年(1495年)、蘆名盛高に対して松本輔豊、伊藤民部といった重臣が謀反を企てたが実行前に発覚してしまった。失敗した松本輔豊らは下野国の大大名宇都宮成綱を頼り逃亡。政義は糸沢の地で逃亡した30数名を逃がさず討ち取っている。同年、政義は塩原に侵攻を開始し、塩原城(要害山城)、狭間城を本拠にしていた小山一族の豪族橘伊勢守と戦った。
文亀2年(1502年)、橘伊勢守を討ち取り橘氏を滅ぼした政義は要害山城に入城し、大改修を行った。この頃から小山出羽守を名乗るようになる。また、この時期に宇都宮氏が奥州長沼領へ侵攻してきており、後に北関東の覇者となった名将宇都宮成綱率いる宇都宮軍の猛攻を退けた（三依の戦い）。
永正6年(1509年)、政義は下野進出を狙う蘆名氏とともに宇都宮領の片角軍萱へ侵攻したが、宇都宮成綱率いる宇都宮軍の猛反撃に遭い再起不能に近い形で大敗した(片角軍萱の戦い)。政義は下野国の自領を捨て、田島城に逃亡した。